# Sigi so
 (septembre 2023).
Dans la cosmogonie dogon, le sigi so serait la langue enseignée par le Nommo ou par Amma aux hommes. La langue dogon ne serait parlée que par ceux qui n'ont pas su apprendre le sigi so, langue sacrée, langue secrète des masques, parlée lors des grandes cérémonies comme le dama (funérailles) et le Sigui (renouvellement du monde tous les soixante ans).